# 早来駅
早来駅（はやきたえき）は、北海道（胆振総合振興局）勇払郡安平町早来大町にある北海道旅客鉄道（JR北海道）室蘭本線の駅。事務管理コードは▲130328。
かつては早来鉄道の分岐駅で、現在もあつまバスとしてバス運行がされる同区間との接続駅である。

## 歴史

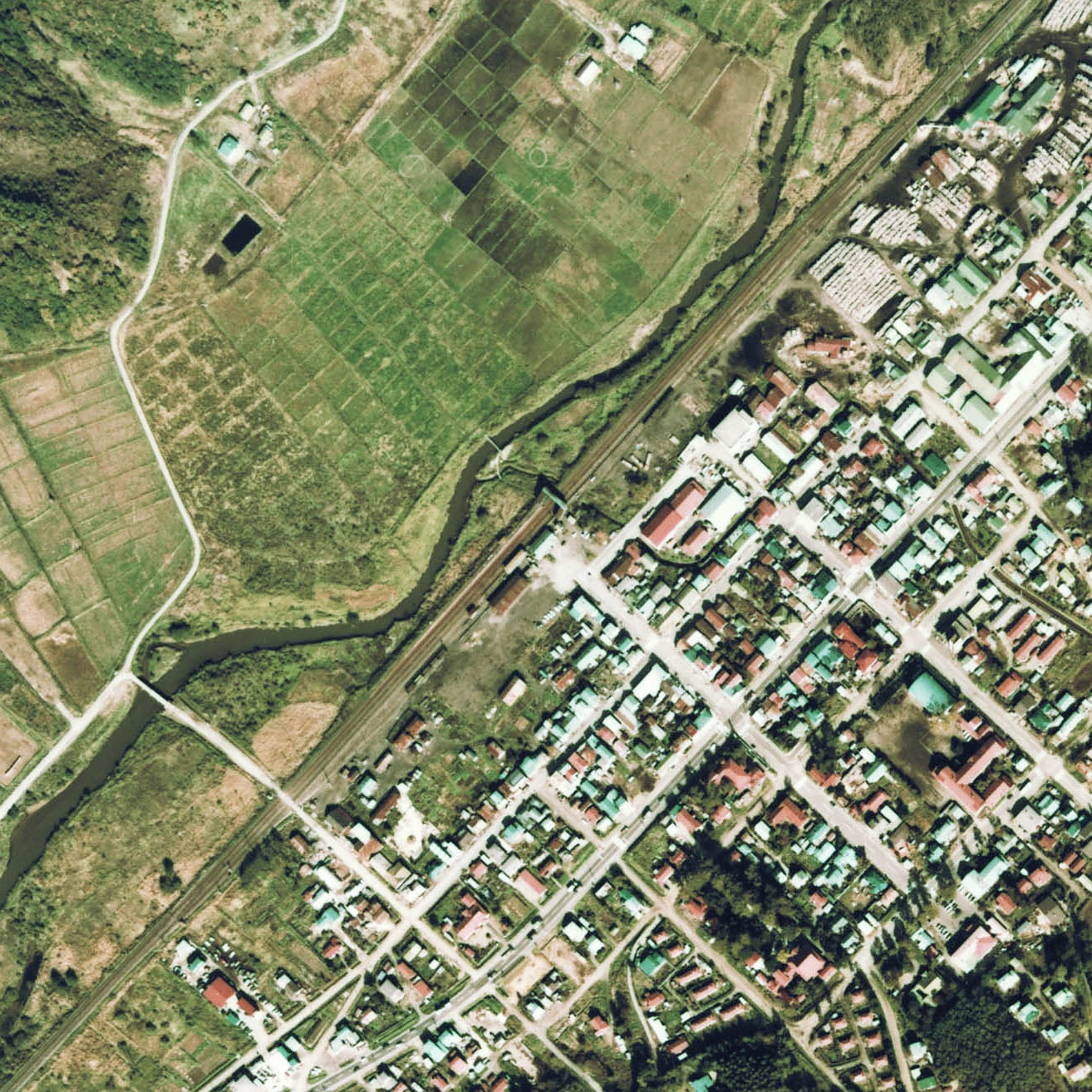
1975年の早来駅と周囲約750m範囲。左下が苫小牧方面。中線を挟んだ相対式ホーム2面2線で、駅舎横の岩見沢側に設置されたストックヤードへ引込み線が若干斜めに引き込まれ、折り返し東にある木工場前へ伸びる。苫小牧側にも貨物ホームと引込み線を有している。このストックヤードへは明治から大正にかけて三井物産の馬鉄森林軌道が南東側にある山林から敷かれて木材を運び入れ、室蘭線の名物と言われた程山積みされた。軌道はヤードに設けられた停留所から近くを流れる沢沿いに標高70m程度の峠を越えて厚真まで伸びていた。後に地元有志の手で設立された早来軌道に引き継がれて、幌内や厚真との間で木材の他に人や物資の輸送を行なった。

- 1894年（明治27年）8月1日：北海道炭礦鉄道室蘭線の苫小牧駅 - 追分駅間に新設開業。一般駅[1]。
- 1904年（明治37年）12月：三井物産合名会社が木材運搬用に当駅土場 - 知決辺（厚真村字チケッペ）間4M25C（約7km）の馬車軌道敷設[3][4]。
- 1906年（明治39年）10月1日：北海道炭礦鉄道の鉄道路線国有化により、官設鉄道に移管[1]。
- 1909年（明治42年）10月12日：線路名を室蘭本線に制定、それに伴い同線の駅となる。
- 1911年（明治44年）：同年8月の皇太子（→大正天皇）北海道行慶にあたり、同年春より駅舎改築、ホーム有効長約55 m 延長、幅員約5.5 m拡大など、構内改築[5]。
- 1922年（大正11年）1月18日：早来軌道（後の早来鉄道、現・あつまバス）早来駅－知決辺駅（後の厚真駅）間開通（後に幌内駅まで延伸開通）[3]。
- 1951年（昭和26年）3月27日：早来鉄道線が全線廃止許可（早来駅 - 厚真駅間）。バスに転換[3]。
- 1979年（昭和54年）8月20日：構内で貨物列車の脱線事故[6]。
- 1980年（昭和55年）5月15日：貨物取扱い廃止[1]。業務委託駅となる[7]。
- 1981年（昭和56年）11月2日：室蘭本線岩見沢駅 - 沼ノ端駅間CTC化に伴い、追分駅の被管理駅となる[6]。
- 1984年（昭和59年）
  - 2月1日：荷物取扱い廃止[1]。
  - 4月1日：無人[8]（簡易委託）化。
- 1987年（昭和62年）4月1日：国鉄分割民営化によりJR北海道に継承[1]。
- 1989年（平成元年）12月18日：現駅舎（早来町物産館合築）竣工[9][10][6]。

### 駅名の由来
所在地名（旧町名）より。由来については諸説ある。

#### アイヌ語説
現在の早来市街を流れる、アイヌ語で「チペㇱナイ（ci-pes-nay）」（我ら・下る・川）という川（現：トキサラマップ川）沿いが、現在の早来から厚真への道の中では比較的急坂のない道であり、別名として「サㇰルペㇱペ（sak-rupespe）」（夏・越える沢道）、あるいは「サㇰル（sak-ru）」（夏・道）と呼ばれていたものに字を当て「早来（さっくる）」と読ませたものが、「はやきた」となったとされる。
このほか「ハイキト（hai-ki-to）」（イラクサ・茅・〔のある〕沼）より、とする説があるが、「うなずけない（『北海道駅名の起源』）」「そのような地名の名づけ方はない（更科源蔵）」としている。

#### 和名説
真偽は不明であるが、室蘭と岩見沢から建設工事が進められていた鉄道工事に、それぞれ2人の技師が携わっており、ある日一方が追分から、一方が苫小牧から前程を調査するために歩き、当地で偶然にも落ち合ったことに感激して、それぞれの進捗の早かりしことを願って名付けた地名である、とする逸話が伝わっている。
また、当地に入植した草分けとなった人物の一人である矢部留太郎は、次のように語っている。

## 駅構造
相対式ホーム2面2線を有する複線区間の地上駅。互いのホームは1番線ホーム北側と2番線ホーム北側を結んだ跨線橋で連絡している。跨線橋はコの字型である。線路南東側の駅舎側ホームが上り1番線、対向側ホームが下り2番線となっている。そのほか1993年（平成5年度）3月時点では、1番線の長万部方から分岐し駅舎南側のホーム切欠き部分の貨物ホームへの貨物側線を1線、2番線の長万部方から長万部方面へ戻る形で分岐する行き止まりの短い側線を1線有していた。また、1983年（昭和58年）4月時点では、貨物列車の待避に使用された上下共用の中線を1線有していた。
追分駅管理の簡易委託駅となっている。駅舎は構内の東側（岩見沢方面に向かって右手側）に位置し1番線ホーム中央部分に接している。現駅舎1989年（平成元年）築で、「安平町物産館（旧：早来町物産館）」との合築である。

### のりば
| 番線 | 路線      | 方向 | 行先             |
| ---- | --------- | ---- | ---------------- |
| 1    | ■室蘭本線 | 上り | 苫小牧・糸井方面 |
| 2    | ■室蘭本線 | 下り | 追分・岩見沢方面 |

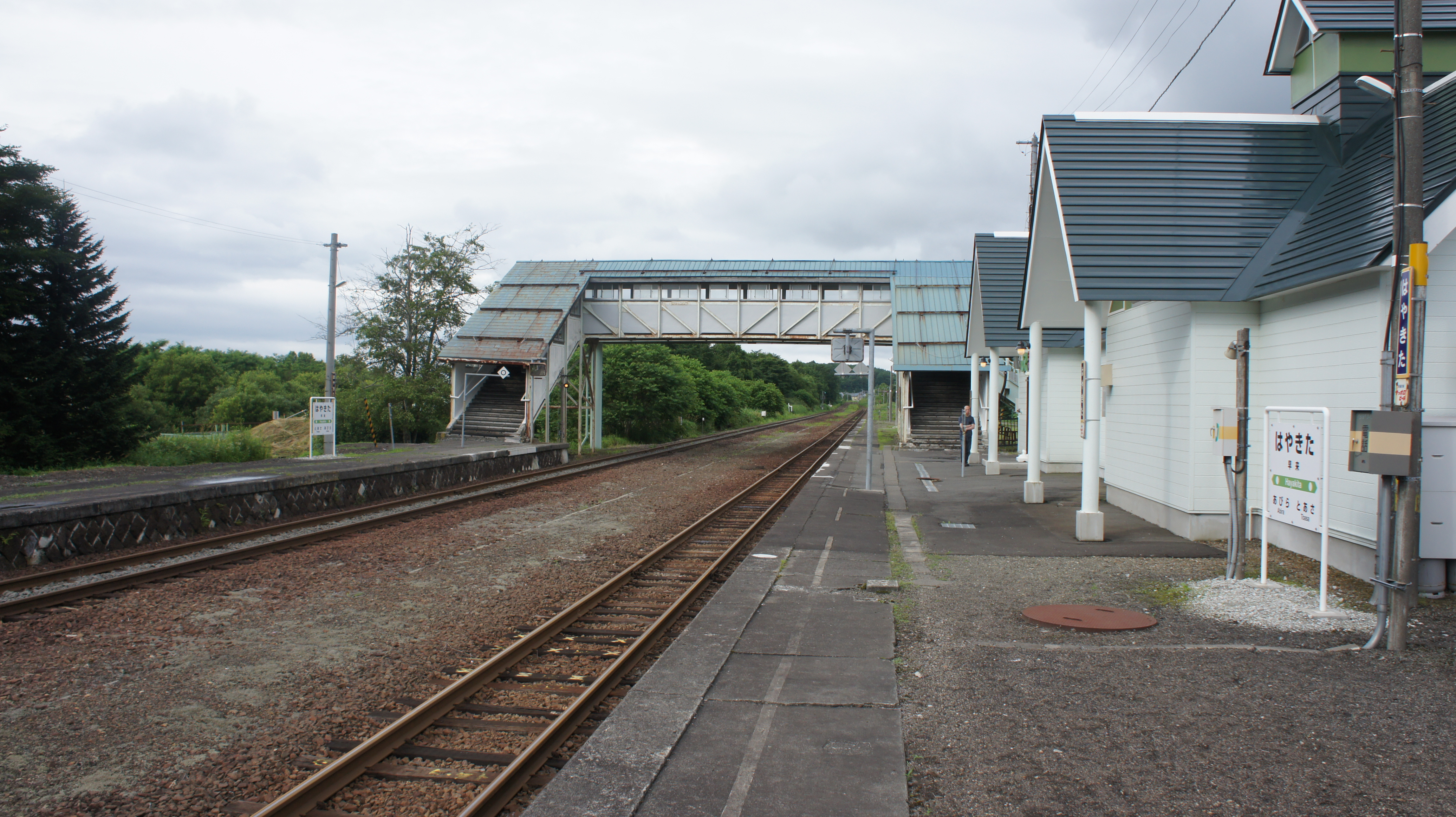
ホーム（2017年7月）
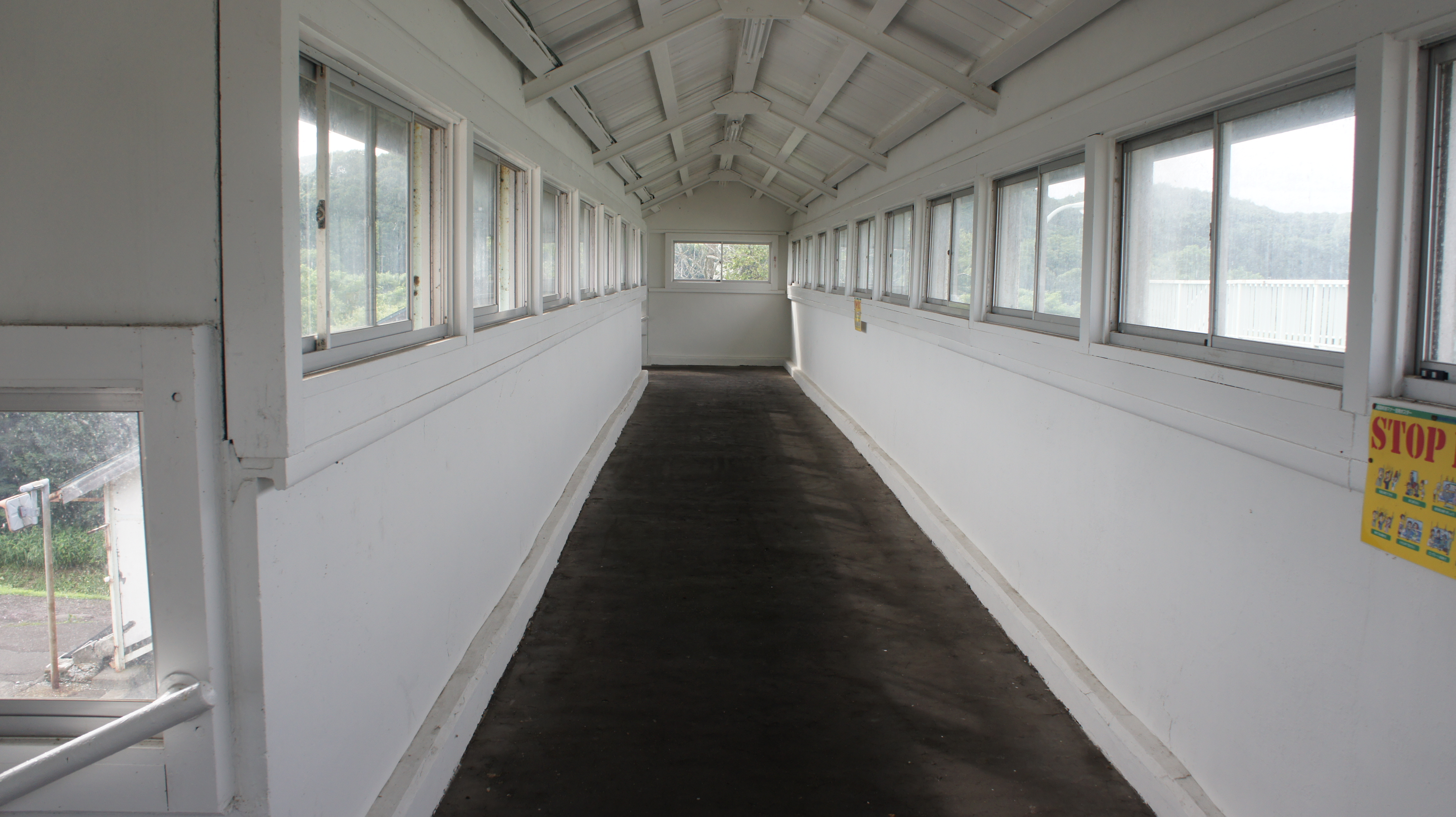
跨線橋（2017年7月）
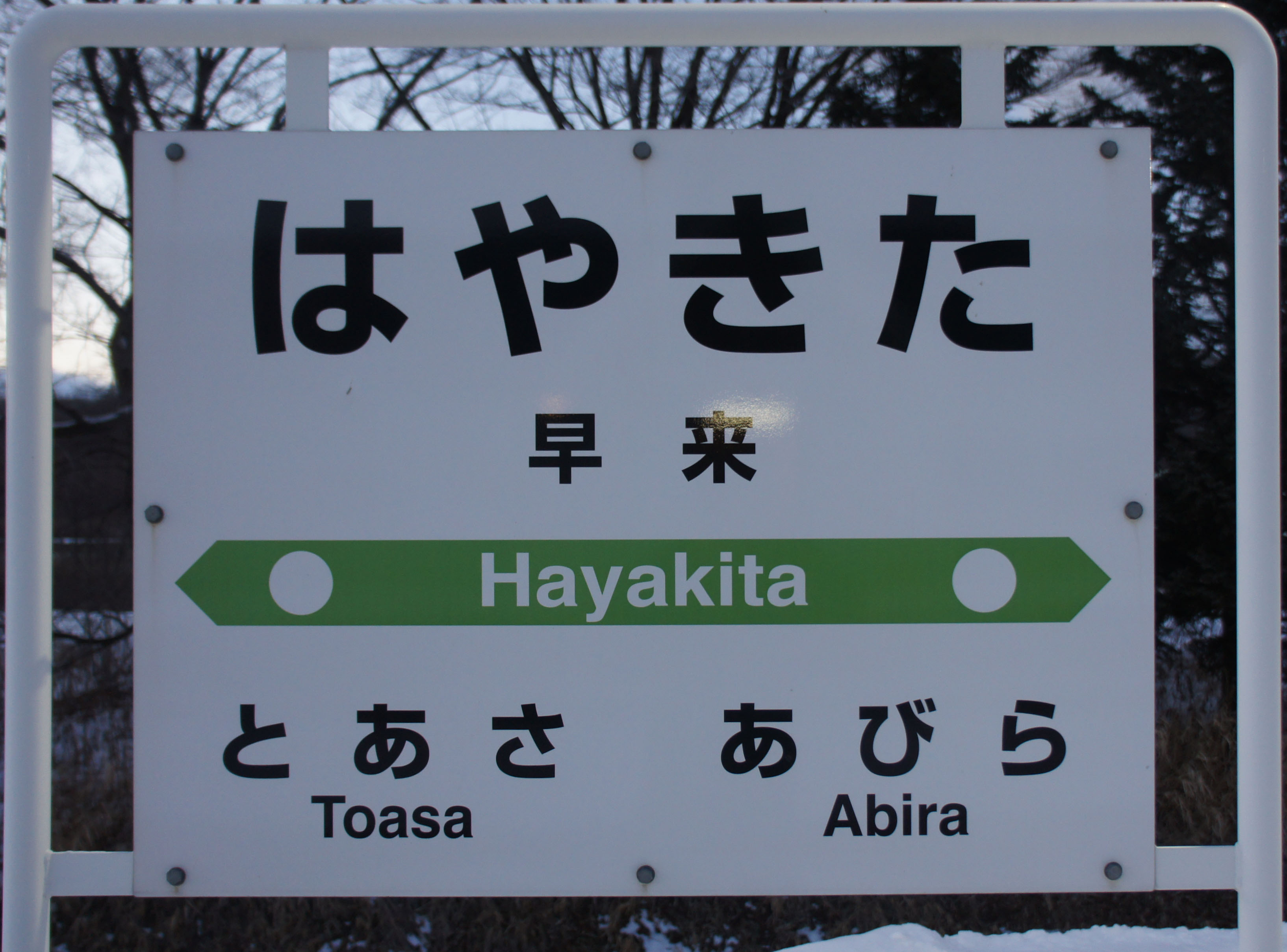
駅名標（2017年12月）

## 利用状況
乗車人員の推移は以下のとおり。年間の値のみ判明している年については、当該年度の日数で除した値を括弧書きで1日平均欄に示す。乗降人員のみが判明している場合は、1/2した値を括弧書きで記した。また、「JR調査」については、当該の年度を最終年とする過去5年間の各調査日における平均である。
| 年度               | 乗車人員 | 乗車人員 | 乗車人員 | 出典       | 備考             |
| 年度               | 年間     | 1日平均  | JR調査   | 出典       | 備考             |
| ------------------ | -------- | -------- | -------- | ---------- | ---------------- |
| 1896年（明治29年） | 5,752    | (15.6)   |          | [ 18 ]     |                  |
| 1897年（明治30年） | 7,923    | (21.7)   |          | [ 18 ]     |                  |
| 1898年（明治31年） | 6,893    | (18.9)   |          | [ 18 ]     |                  |
| 1899年（明治32年） | 9,776    | (26.7)   |          | [ 18 ]     |                  |
| 1902年（明治35年） | 12,114   | (33.2)   |          | [ 18 ]     |                  |
| 1903年（明治36年） | 14,779   | (40.4)   |          | [ 18 ]     |                  |
| 1934年（昭和09年） | 58,655   | (160.7)  |          | [ 18 ]     |                  |
| 1981年（昭和56年） |          | (197.0)  |          | [ 16 ]     | 1日乗降人員：394 |
| 1992年（平成04年） |          | (194.0)  |          | [ 15 ]     | 1日乗降人員：388 |
| 2016年（平成28年） |          |          | 143.6    | [ JR北 1 ] |                  |
| 2017年（平成29年） |          |          | 133.0    | [ JR北 2 ] |                  |
| 2018年（平成30年） |          |          | 120.0    | [ JR北 3 ] |                  |
| 2019年（令和元年） |          |          | 106.2    | [ JR北 4 ] |                  |
| 2020年（令和02年） |          |          | 96.4     | [ JR北 5 ] |                  |
| 2021年（令和03年） |          |          | 79.8     | [ JR北 6 ] |                  |
| 2022年（令和04年） |          |          | 78.8     | [ JR北 7 ] |                  |
| 2023年（令和05年） |          |          | 80.8     | [ JR北 8 ] |                  |

## 駅周辺
安平町の役場が置かれる早来の市街に位置する。
- 国道234号
- 北海道道10号千歳鵡川線
- 安平町役場（旧・早来町役場）
- 苫小牧警察署早来駐在所
- 早来雪だるま郵便局
- 北海道銀行早来支店
- とまこまい広域農業協同組合（JAとまこまい広域）早来支所
- 安平町立早来小学校
- ときわ公園
- 鶴の湯温泉
- 社台スタリオンステーション・早来
- ノーザンファーム
- あつまバス「早来駅前」停留所

## その他
- 金山線（後の富内線）は北海道炭礦鉄道の敷設願いが当時の政府に却下されて以来、早来町有志によって誘致請願が頻繁に出されていた。大正3年には請願が功を奏して政府採択となったが、同時期に室蘭の有力者楢崎平太郎を代表とする15名からも請願が出され、大正7年に楢崎側に敷設免許が下り、北海道鑛業鐵道（後の北海道鉄道 (2代)）を設立した。当初計画では早来駅を起点としていたが、実際の敷設段階で急遽沼ノ端駅へ変更された。このため早来町住民による反対運動が起こるなど、建設を巡って一時騒然とした。

## 隣の駅
北海道旅客鉄道（JR北海道）
室蘭本線
遠浅駅 - 早来駅 - 安平駅

### かつて存在した路線
早来鉄道
早来鉄道線（廃止）
早来駅 - 中土場駅

### JR北海道
1. ↑  “駅別乗車人員（2016）” (PDF). 線区データ（当社単独では維持することが困難な線区）(地域交通を持続的に維持するために).   北海道旅客鉄道. p. 8 (2017年12月8日). 2018年8月17日時点のオリジナルよりアーカイブ。2018年8月18日閲覧。
2. ↑  “室蘭線（沼ノ端・岩見沢間）” (PDF). 線区データ（当社単独では維持することが困難な線区）(地域交通を持続的に維持するために).   北海道旅客鉄道. p. 3 (2018年7月2日). 2018年8月17日時点のオリジナルよりアーカイブ。2018年8月18日閲覧。
3. ↑  “室蘭線（沼ノ端・岩見沢間）” (PDF). 線区データ（当社単独では維持することが困難な線区）(地域交通を持続的に維持するために).   北海道旅客鉄道. p. 3 (2019年10月18日). 2019年10月18日時点のオリジナルよりアーカイブ。2019年10月18日閲覧。
4. ↑  “室蘭線（沼ノ端・岩見沢間）” (PDF). 地域交通を持続的に維持するために > 輸送密度200人以上2,000人未満の線区（「黄色」8線区）.   北海道旅客鉄道. p. 3 (2020年10月30日). 2020年11月2日時点のオリジナルよりアーカイブ。2020年11月4日閲覧。
5. ↑  “駅別乗車人員  特定日調査（平日）に基づく”.   北海道旅客鉄道. 2022年8月3日時点のオリジナルよりアーカイブ。2022年8月14日閲覧。
6. ↑  “駅別乗車人員  特定日調査（平日）に基づく”.   北海道旅客鉄道. 2022年9月3日時点のオリジナルよりアーカイブ。2022年9月3日閲覧。
7. ↑  “駅別乗車人員  特定日調査（平日）に基づく”.   北海道旅客鉄道. 2023年11月10日時点のオリジナルよりアーカイブ。2023年11月10日閲覧。
8. ↑  “駅別乗車人員  特定日調査（平日）に基づく”.   北海道旅客鉄道 (2024年). 2024年9月9日時点のオリジナルよりアーカイブ。2024年9月9日閲覧。